# Рац, Рэзван
Рэзва́н Ди́нкэ Рац (рум. Răzvan Dincă Raţ; 26 мая 1981, Слатина, жудец Олт, Румыния) — румынский футболист, защитник. Выступал за национальную сборную Румынии.

## Клубная карьера
Рэзван родился в городе Пьятра-Олт. Рац начал свою футбольную карьеру, когда присоединился к местной команде Рапид Пятра-Олт в возрасте семи лет, в которой тренером работал его отец. Летом 1994 года, Рац перешёл в «Университатя Крайова». Он произвел впечатление на тренера Анхеля Митаческу и присоединился к молодёжной системе клуба в возрасте 13 лет.
26 июня 1998 года Рац заключил свой первый профессиональный контракт с клубом «Рапид Бухарест».

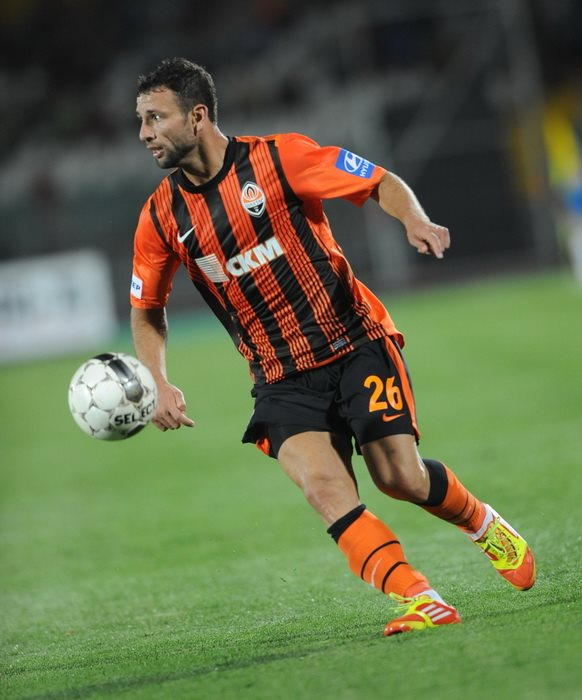
Рац в составе «Шахтёра»

В 2003 году он перешёл в украинский клуб «Шахтёр Донецк», за который играл в течение десяти лет, и выиграл с ним 17 титулов, в том числе Кубок УЕФА.
21 мая 2013 года Рац перешёл по свободному трансферу в клуб английской Премьер-лиги «Вест Хэм Юнайтед», с которым подписал однолетний контракт с возможностью продления. За новый клуб он дебютировал 27 августа в игре Кубка Футбольной лиги против «Челтнем Таун», выигранном со счётом 2:1. 31 января 2014 года контракт Раца с «Вест Хэмом» был прекращён по обоюдному согласию сторон.
13 февраля 2014 года Рац присоединился на вторую половину сезона к испанскому клубу «Райо Вальекано».
15 июня того же года он перешёл в клуб греческой Суперлиги ПАОК, с которым заключил контракт на два года.
20 августа 2015 года Рац вернулся в «Райо Вальекано», подписав с ним двухлетний контракт.

## Карьера в сборной
Рац дебютировал за сборную Румынии 13 февраля 2002 года в товарищеском матче со сборной Франции.

## Статистика выступлений

### Клубная
Данные на 15 мая 2016 года
| Клуб             | Сезон            | Чемпионат | Чемпионат | Кубок | Кубок | Кубок лиги | Кубок лиги | Еврокубки | Еврокубки | Суперкубок | Суперкубок | Всего | Всего |
| Клуб             | Сезон            | Игры      | Голы      | Игры  | Голы  | Игры       | Голы       | Игры      | Голы      | Игры       | Голы       | Игры  | Голы  |
| ---------------- | ---------------- | --------- | --------- | ----- | ----- | ---------- | ---------- | --------- | --------- | ---------- | ---------- | ----- | ----- |
| Шахтёр           | 2003/04          | 27        | 1         | 6     | 0     | —          | —          | 6         | 0         | —          | —          | 39    | 1     |
| Шахтёр           | 2004/05          | 20        | 2         | 5     | 0     | —          | —          | 10        | 0         | 1          | 0          | 36    | 2     |
| Шахтёр           | 2005/06          | 18        | 0         | 2     | 0     | —          | —          | 10        | 0         | 1          | 0          | 31    | 0     |
| Шахтёр           | 2006/07          | 14        | 0         | 3     | 0     | —          | —          | 9         | 0         | 1          | 0          | 27    | 0     |
| Шахтёр           | 2007/08          | 19        | 2         | 4     | 1     | —          | —          | 10        | 0         | 1          | 0          | 34    | 3     |
| Шахтёр           | 2008/09          | 17        | 0         | 2     | 1     | —          | —          | 13        | 0         | 1          | 0          | 33    | 1     |
| Шахтёр           | 2009/10          | 18        | 1         | 2     | 0     | —          | —          | 11        | 0         | —          | —          | 31    | 1     |
| Шахтёр           | 2010/11          | 17        | 0         | 1     | 0     | —          | —          | 9         | 1         | 1          | 1          | 28    | 2     |
| Шахтёр           | 2011/12          | 8         | 0         | 3     | 0     | —          | —          | 4         | 0         | —          | —          | 15    | 0     |
| Шахтёр           | 2012/13          | 16        | 0         | 1     | 0     | —          | —          | 8         | 0         | 1          | 0          | 26    | 0     |
| Шахтёр           | Итого            | 174       | 6         | 29    | 2     | —          | —          | 90        | 1         | 7          | 1          | 300   | 10    |
| Вест Хэм Юнайтед | 2013/14          | 15        | 0         | 0     | 0     | 5          | 0          | —         | —         | —          | —          | 20    | 0     |
| Вест Хэм Юнайтед | Итого            | 15        | 0         | 0     | 0     | 5          | 0          | —         | —         | —          | —          | 20    | 0     |
| Райо Вальекано   | 2013/14          | 10        | 0         | —     | —     | —          | —          | —         | —         | —          | —          | 10    | 0     |
| ПАОК             | 2014/15          | 30        | 3         | 2     | 0     | —          | —          | 9         | 0         | —          | —          | 41    | 3     |
| ПАОК             | Итого            | 30        | 3         | 2     | 0     | —          | —          | 9         | 0         | —          | —          | 41    | 3     |
| Райо Вальекано   | 2015/16          | 10        | 0         | 0     | 0     | —          | —          | —         | —         | —          | —          | 10    | 0     |
| Райо Вальекано   | Итого            | 20        | 0         | 0     | 0     | —          | —          | —         | —         | —          | —          | 20    | 0     |
| Всего за карьеру | Всего за карьеру | 239       | 9         | 31    | 2     | 5          | 0          | 99        | 1         | 7          | 1          | 381   | 13    |

### Голы за сборную
| №  | Дата           | Место                                            | Соперник | Счёт | Результат | Соревнование      |
| -- | -------------- | ------------------------------------------------ | -------- | ---- | --------- | ----------------- |
| 1. | 28 апреля 2004 | Валентин Стэнеску, Бухарест, Румыния             | Германия | 2–0  | 5–1       | Товарищеский матч |
| 2. | 31 мая 2014    | Муниципальный стадион, Ивердон-ле-Бен, Швейцария | Албания  | 1–0  | 1–0       | Товарищеский матч |

## Достижения
Клубные
Рапид (Бухарест)
- Чемпион Румынии (2): 1998/99, 2002/03
- Обладатель Кубка Румынии: 2001/02
- Обладатель Суперкубка Румынии: 2002

Шахтер (Донецк)
- Чемпион Украины (7): 2004/05, 2005/06, 2007/08, 2009/10, 2010/11, 2011/12, 2012/13
- Обладатель Кубка Украины (5): 2003/04, 2007/08, 2010/11, 2011/2012, 2012/13
- Обладатель Суперкубка Украины (4): 2005, 2008, 2010, 2012
- Обладатель Кубка УЕФА: 2008/09

## Награды и звания
Рэзван Рац — почётный гражданин родного города Слатина. Звание присвоено не только за футбольные достижения, но и за создание здесь в июне 2006 года спортивно-развлекательного комплекса, который включает в себя гостиницу, три теннисных корта и поле для мини-футбола с искусственным покрытием. Общая сумма инвестиций составила 2 миллиона евро.
Заслуженный мастер спорта Украины (2009)
Кавалер ордена «За мужество» III степени (2009 год)
22 мая 2009 года после победы в финале Кубка УЕФА президент Румынии Траян Бэсеску наградил Раца орденом «За спортивные заслуги» III степени.